# In Times
In Times е тринадесети студиен албум на норвежката блек метъл група Enslaved. Издаден е на 10 март 2015 г.
През първата седмица са продадени 2950 копия в САЩ.

## Състав
- Грутле Кялсон – вокали и бас
- Ивар Бьорнсон – китара, синтезатор, пиано, беквокали
- Арве Исдал – китара, беквокали
- Като Бекеволд – барабани
- Хербранд Ларсен – клавири, орган, чисти вокали

## Песни
| 1.    | Thurisaz Dreaming          | 8:13  |
| 2.    | Building With Fire         | 8:49  |
| 3.    | One Thousand Years of Rain | 8:13  |
| 4.    | Nauthir Bleeding           | 8:10  |
| 5.    | In Times                   | 10:44 |
| 6.    | Daylight                   | 8:56  |
| 53:05 |                            |       |